# Viktor Klonaridis
Viktor Klonaridis (Grekiska: Βίκτωρ Κλωναρίδης) är en grekisk-belgisk fotbollsspelare, född den 28 juli 1992 i Seraing, Belgien. Han spelar som mittfältare för det grekiska fotbollslaget AEK Aten.